# Processament en memòria
En informàtica, el processament en memòria és una tecnologia emergent per al processament de dades emmagatzemades en una base de dades en memòria. El processament en memòria és un mètode per abordar els colls d'ampolla de rendiment i potència causats pel moviment de dades entre el processador i la memòria principal. Els sistemes antics s'han basat en emmagatzematge en disc i bases de dades relacionals que utilitzen llenguatge de consulta SQL, però cada cop es consideren més inadequats per satisfer les necessitats d'intel·ligència empresarial (BI). Com que s'accedeix a les dades emmagatzemades molt més ràpidament quan es col·loquen a la memòria d'accés aleatori (RAM) o a la memòria flaix, el processament a la memòria permet analitzar les dades en temps real, permetent la presa de decisions i l'elaboració d'informes més ràpids.
La lectura de dades del disc dur és molt més lenta (possiblement centenars de vegades) en comparació amb la lectura de les mateixes dades de la memòria RAM. Especialment quan s'analitzen grans volums de dades, el rendiment es veu molt degradat. Tot i que SQL és una eina molt potent, les consultes complexes triguen a executar-se relativament llarg i sovint tenen com a resultat una disminució del rendiment del processament transaccional. Per tal d'obtenir resultats en un temps de resposta acceptable, molts magatzems de dades s'han dissenyat per calcular prèviament resums i respondre només a consultes específiques. Es necessiten algorismes d'agregació optimitzats per augmentar el rendiment.
Amb un gran nombre d'usuaris, es necessita una gran quantitat de memòria RAM per a una configuració en memòria, que al seu torn afecta els costos del maquinari. És més probable que la inversió sigui adequada en situacions en què la velocitat de resposta a les consultes és una alta prioritat, i on hi ha un creixement significatiu del volum de dades i un augment de la demanda d'instal·lacions d'informes; pot ser que encara no sigui rendible quan la informació no estigui subjecta a canvis ràpids. La seguretat és una altra consideració, ja que les eines en memòria exposen grans quantitats de dades als usuaris finals. Els fabricants aconsellen assegurar-se que només els usuaris autoritzats tenen accés a les dades.